# Demarkationsservitut
Demarkationsservitut er betegnelsen for de indskrænkninger i henseende til bebyggelse og lignende, der navnlig i ældre tid pålagdes de grundejendomme, som lå rundt om en fæstning inden for en vis omkreds. Sådanne demarkationsservitutter har selvfølgelig måttet øve en gennemgribende indflydelse på mange byomgivelsers fysiognomi.

## I København
For Københavns vedkommende gik den ældre demarkationslinje ifølge Plakat af 6. juni 1810 fra det gamle pesthus ved Kalvebod Strand til Falkoner Allé og videre ad Jagtvejen. Selve demarkationsservituttets omfang findes nærmere bestemt i Plakat af 8. oktober 1824. Ifølge denne måtte der inden for demarkationslinjen (altså mellem denne og voldene) ikke opføres bygninger, indhegninger eller andet arbejde af grundmur; desuden måtte der hverken inden for demarkationslinjen eller i en afstand af 1000 alen uden for samme begyndes på noget nyt bygningsarbejde, forinden demoleringskommissionen i København havde gennemset og godkendt tegningerne dertil. Sådan approbation eller godkendelse kunne, for så vidt det, der agtedes opført, var en bindingsværks bygning, i almindelighed ventes på vilkår,
1. at bygningen kun blev een etage høj af stænderværk, udfyldt med halv stens tavl, og at der under etagen anbragtes kælder af mindst 3 fods dybde, og
2. at bygningen uden godtgørelse blev at nedrive og pladsen at ryddeliggøre, når sådant i påkommende tilfælde for fæstningens forsvar måtte eragtes nødvendigt.

Ved Lov af 6. januar 1852 blev demarkationslinjen indskrænket således, at dens hoveddel herefter dannedes af Søernes byside (for Amagers vedkommende droges den fra fronten af Götkens Batteri til det sydvestlige hjørne af Københavns grund og derfra langs grænsen for stadens grund ud til Øresund). Samtidig hævedes demarkationslinjen helt for de uden for den nye linje liggende arealer, uden at staten for denne ophævelse krævede nogen godtgørelse af de pågældende ejere, hvorimod der på arealet mellem fæstningsværkerne og den ovenfor angivne nye demarkationslinje vedblev at hvile demarkationsservitut i overensstemmende med de nævnte regler i plakaten af 1824.
Efter, at de gamle fæstningsværker havde ophørt at have betydning som sådanne, gik demarkationsservituttet over til udelukkende at blive en ret af økonomisk værdi for statskassen, og i modstrid med det princip, der var fulgt ved demarkationslinjens indskrænkning i 1852, udnyttedes denne ret ved Lov af 6. juli 1867, der åbnede ejerne af de på Sjælland liggende grunde inden for demarkationslinjen adgang til demarkationsservituttets afløsning mod vederlag til statskassen. I henhold til denne lov udmeldtes en taksationskommission på 5 medlemmer til for hver enkelt af de inden for demarkationslinjen liggende grunde, der ikke tilhørte statskassen, at taksere den værdiforhøjelse, som ejendommen ville få ved demarkationsservituttets afløsning. Halvdelen af denne sum skulle da være det vederlag, som den ejer, der ønskede servituttet afløst, havde at betale til statskassen, og det enten kontant eller gennem udstedelsen af en 4 % panteobligation i ejendommen, uopsigelig i 25 år fra statskassens side. Hvis imidlertid afløsning ikke fandt sted i løbet af de 5 første år efter bekendtgørelsen af den omtalte taksation, skulle der yderligere i de næste 5 år være adgang til afløsning efter en på vedkommende ejers bekostning afholdt ny taksation mod indbetaling af 60 % af den derved udfundne værdiforhøjelse. Efter udløbet af denne anden termin af 5 år bemyndigedes regeringen til fremdeles at afløse indskrænkningerne på derom indkommet begæring, men således, at den selv fastsatte vederlaget uden at være bundet til nogen grænse. Loven fritog dog Blindeinstituttet, Døvstummeinstituttet, Kommunehospitalet, jernbanen og vandværket for at betale vederlag for demarkationsservituttets afløsning af de til samme hørende arealer, så længe disse benyttes overensstemmende med vedkommende institutioners formål. Denne ordning berørtes ikke af den kontrakt af 29. oktober 1869, hvorved Københavns Kommune erhvervede det staten tilhørende fæstningsterræn, idet staten udtrykkelig forbeholdt sig sine rettigheder over de øvrige grunde inden for demarkationslinjen således, at vederlaget for byggefriheden skulle tilflyde statskassen.
I henhold til de nævnte regler havde så de fleste københavnske grundejere mellem voldene og demarkationslinjen tilkøbt sig byggefrihed. Statskassens indtægt herved beløbet sig til over 3 mio. kroner. Da staten kunne ventes at ville forlange en meget stor procentdel af det beløb, hvortil kommissionen senere måtte ansætte værdien af demarkationsservituttets afløsning for de grunde, for hvilke afløsning endnu efter 1. verdenskrig ikke havde fundet sted, og da dette beløb kunne ventes at blive stort, havde de pågældende ejere ingen særlig økonomisk interesse i at få de daværende tilstande forandret. Med hensyn til Holmens og Garnisons Kirkegårde havde loven fra 1867 bestemt, at ingen afhændelse af begravelsespladser til eje eller benyttelse ud over året 1947 måtte finde sted.

## I Fredericia
Ved Lov af 30. marts 1895 og senere ved Lov af 30. september 1909 blev der givet adgang til ophævelse af indskrænkningen i benyttelsen af grundene inden for demarkationslinjen for Fredericia fæstning mod betaling af 1/3 af den værdiforhøjelse, som de pågældende grunde takseredes til at ville få ved demarkastionsservituttets ophævelse.